# Ma non per sempre
Ma non per sempre è un film drammatico italiano del 1991 diretto da Marzio Casa e interpretato da Elena Sofia Ricci, Massimo Dapporto, Mariella Di Lauro e Anna Melato.

## Trama
Alla fine dell'Ottocento, in un cascinale nella campagna del Nord Italia, vive Maria, una giovane di natura semplice e pratica. La comunità contadina nella quale vive è chiusa nelle sue tradizioni culturali intrise di magìa e superstizione. Una credenza del luogo vuole che quando in una famiglia muore il padre, sia dovere del figlio maschio chiudergli gli occhi; in questo modo il figlio eredita la sua saggezza ed evita che il padre sia condannato a guardare i cambiamenti del mondo che non può più vivere. Maria, ingenuamente, infrange questa convenzione sociale e con il suo gesto determina il suo destino: subito viene isolata dalle chiacchiere della gente e queste diventano un ostacolo al suo desiderio di sposarsi ed avere dei figli.
In questo contesto arriva Selva, con il suo compagno Emilio Errani. Selva è una donna considerata una strega a causa del suo comportamento inusuale per l'ambiente ed i suoi tempi ed il suo compagno è un idealista che cerca di modernizzare il faticoso modo di lavorare tradizionale dei contadini. Ma la comunità, che si sente minacciata dalle innovazione portate da Errani, reagisce obbligandolo ad abbandonare il suo progetto. Maria diventa amica di Selva e questa amicizia sembra confermare le voci che accusano la ragazza: anche Maria, dunque, è una masca, cioè una strega. Ed il maestro del villaggio, che lei ama, l'abbandona credendo alle chiacchiere della gente. È il momento in cui Maria ha più bisogno di Selva, ma lei è misteriosamente scomparsa.
Il dolore ed il disincanto induriscono l'animo di Maria che non vuole abbandonare il suo sogno di maternità e si offre in moglie ad Errani anche se non lo ama. Ma proprio quando sta per iniziare una nuova vita con lui Maria scopre la verità: non può avere bambini. Così il fato la spinge ad una scelta drastica, impensabile per la sua natura: s'incammina verso un destino magico e misterioso.

## Riconoscimenti
- Prix du Public al Festival di Annecy 1990